# Patrik Fältström

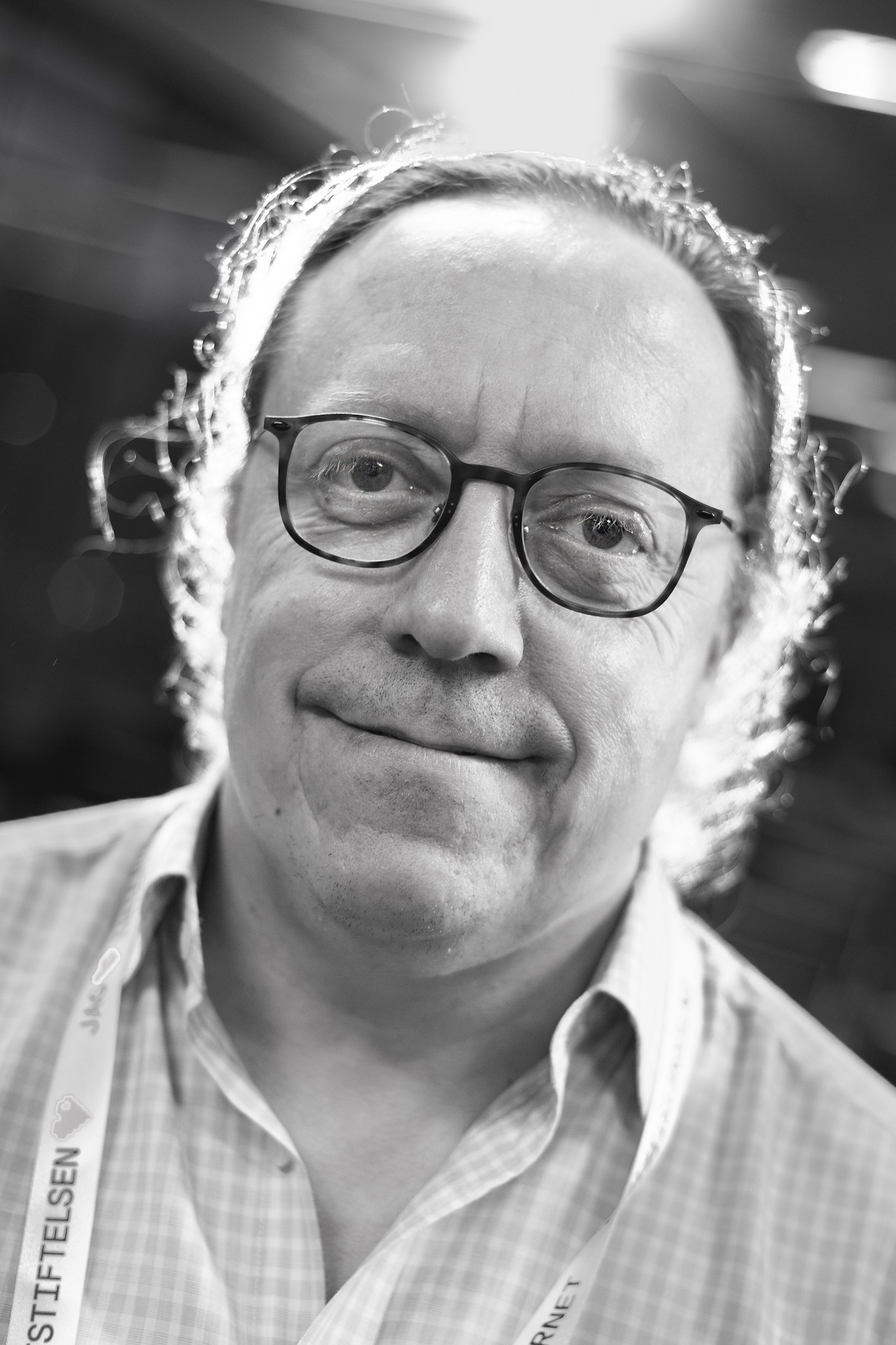
Patrik Fältström november 2019.

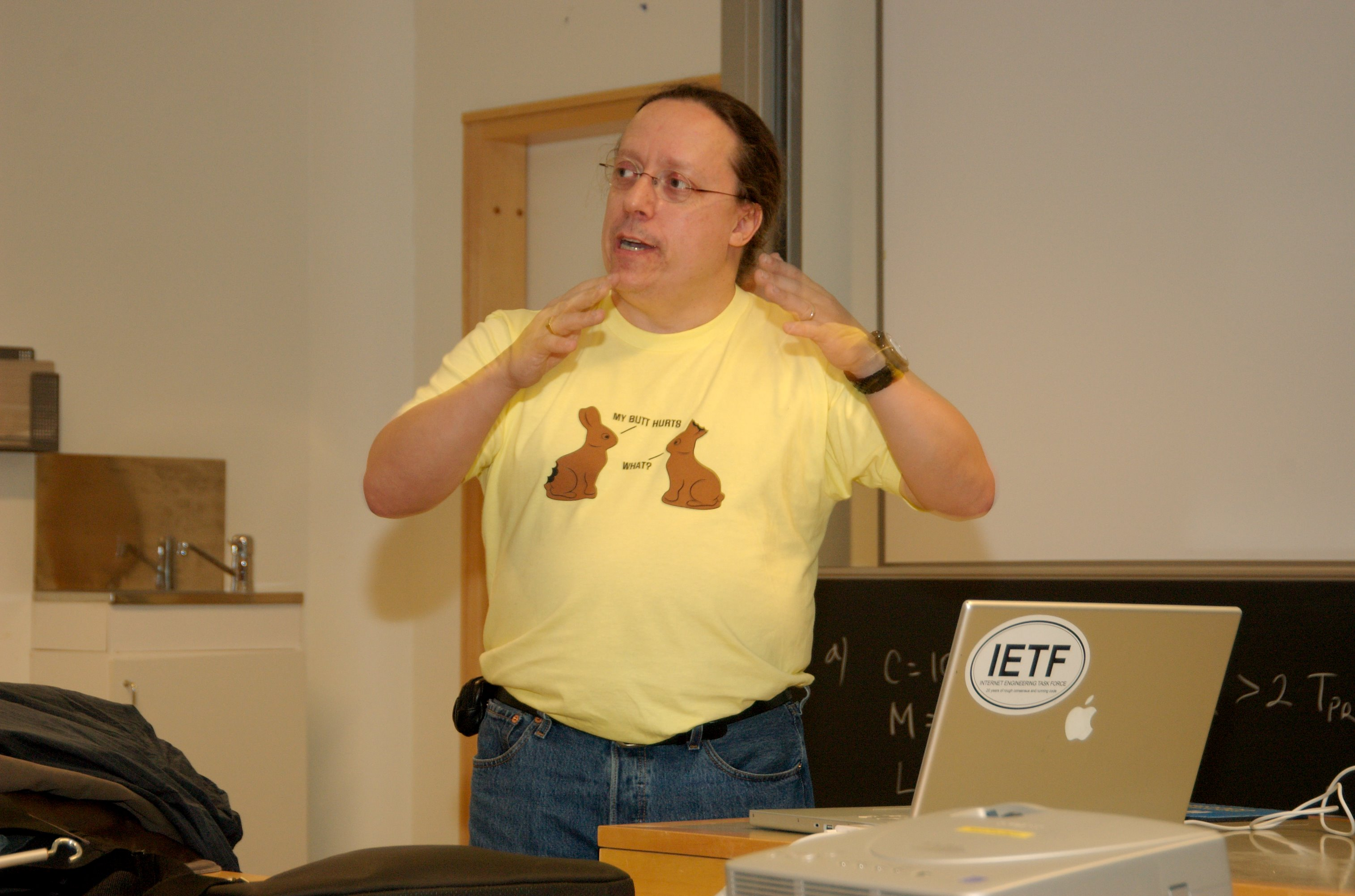
Patrik Fältström föreläser på Stacken, KTH.

Patrik H:son Fältström, född 10 maj 1965 i Västerås domkyrkoförsamling i Västmanlands län,uppväxt i Tyresö (Stockholms län)(hans mamma var teckningslärare i Kumla skola) är en svensk datortekniker, internet-pionjär och entreprenör, också känd under sitt alias "paf". Han har arbetat med internet på många plan, först vid Kungliga Tekniska högskolan i Stockholm, sedan hos Bunyip Information Systems i Kanada, Tele2 i Sverige, under åren 2000–2011 hos amerikanska Cisco och från 2012 som forsknings- och utvecklingschef hos Netnod i Sverige. Från 2017 säkerhets- och säkerhetsskyddschef (CSO).

## Karriär
Både i Sverige och internationellt är han känd för sitt arbete med bland annat standardisering och utveckling inom olika internet-organ, såsom IETF (Internet Engineering Task Force) och Internet Architecture Board (IAB), som samordnar teknisk utveckling av internet. Han har särskilt ägnat sig åt Internet-tjänster som SMTP (e-post), DNS (nameserver), IDN (internationella domännamn) och Enum (telefoni via internet).
Patrik Fältström har i många år verkat inom SNUS (Swedish Network Users' Society), där han var styrelseledamot 1994–1995 samt återigen invald 2006. Under åren 2003–2006 ingick han som teknisk internetexpert i regeringens IT-politiska strategigrupp, 2007–10 var han medlem i regeringens IT-råd och från 2011 är han ledamot i Digitaliseringsrådet. För perioden 2006–2009 satt han i styrelsen (Board of Trustees) för globala Internet Society. Sedan 2005 har han varit medlem i ICANN SSAC (Security and Stability Advisory Committee) och var 2011 till och med 2017 dess ordförande. 2013 valdes han in som ledamot av Kungliga Ingenjörsvetenskapsakademien.

## Fiberpriset
Patrik Fältström har instiftat och tillsammans med Anne-Marie Eklund-Löwinder utdelat hedersutmärkelsen "Fiberpriset" för pionjärinsatser inom internet i Sverige. Priset består av en så kallad fiberlampa. Mottagarna har varit: Anders Comstedt (2004), Lars Aronsson, Peter Löthberg (2005), Ola Larsmo, Greg FitzPatrick (2006), Erik Hörnfeldt (2007), Maria Häll, Lars-Michael Jogbäck, Amar Andersson (2008).

## Utmärkelser
- 1995: CANET Best research project of the year för arbete med Whois++
- 2000: Invald i SIME Hall of Fame, utdelat av SIME
- 2004: IP-priset, utdelat av SNUS (Swedish Network Users' Society)
- 2006: Årets svenska IT-person, IT-priset Guldmusen, utdelat av Affärsvärlden och Computer Sweden
- 2011: 5:e klass av Terra Mariana-korsets orden, utdelat av Estlands president[6]
- 2016: ICANN Leadership Award för sitt arbete som vice ordförande i ICG[7][8]
- 2022: Invald i IPv6 Hall of Fame av IPv6 Forum som en IPv6 Expert Evangelist[9]
- 2023: НАГОРОДЖЕНИЙ(А) ПАМ'ЯТНИМ ЗНАКОМ "ЗА СПРИЯННЯ ДЕРЖАВНІЙ СЛУЖБІ СПЕЦІАЛЬНОГО ЗВʼЯЗКУ ТА ЗАХИСТУ ІНФОРМАЦІЇ УКРАЇНИ" (Enligt Google Translate: Tilldelats ett minnestecken "För stöd till den statliga service för särskild kommunikation och informationsskydd i Ukraina")